# バリー・ハリス
バリー・ハリス（Barry Harris、1929年12月15日 - 2021年12月8日）は、アメリカ合衆国ミシガン州デトロイト生まれのモダンジャズのピアノ奏者。
マイルス・デイヴィス、リー・コニッツらと共演し、後にニューヨークへ進出しキャノンボール・アダレイ、コールマン・ホーキンス、デクスター・ゴードンらと活動を共にする。ブルーノート・レーベルではリー・モーガンの歴史的名盤といわれる『ザ・サイドワインダー』にも参加し他にも多くのバンドのサイドマンとして活躍し、またリーダー作も発表している。地味ながら実力派のバド・パウエル・スタイルの典型的なバップ・ピアニストである。

## 略歴
母親は教会のピアニストで母親からピアノの手ほどきを受ける。1954年デトロイトの「ブルーバードクラブ」のハウスピアニストとなり、その店にはマイルス・デイヴィス（トランペット）、マックス・ローチ（ドラム）が来て共演した。
1960年ニューヨークに進出し、数多くのライブ演奏のほか、リーダー・アルバム30枚以上、サイドメンとして100枚以上のアルバムに参加。モダンピアノの開祖と言われるバド・パウエルの音楽哲学、技法を受け継ぐ。
1982年にニューヨークに「ジャズ・カルチャー・シアター」を独力で設立。連夜のセッションや定期的にジャズ理論と実技の講座を開き、ジャズシーンへの登竜門の役割を果たす。世界各地の大学や教育団体より30ものアワードを受賞、2006年には、48回グラミージャズ栄誉賞をオスカー・ピーターソン、ハンク・ジョーンズと共に受賞。現在でも週に1回、マンハッタンにてワークショップを開き、ジャズ指導への熱意を絶やさなかった。
2020年から続く新型コロナウイルス感染症の世界的流行の間もオンライン形式で活動を続けていた。だが、2021年11月頃に新型コロナウィルスに感染し、ニュージャージー州ノースバーゲンのパリセーズ・メディカル・センターに入院。そのまま、2021年12月8日にウイルスによる合併症のため死去した。91歳没。

## ディスコグラフィ

### リーダー・アルバム
- 『ブレイキン・イット・アップ』 - Breakin' It Up (1958年、Argo)
- 『アット・ザ・ジャズ・ワークショップ』 - Barry Harris at the Jazz Workshop (1960年、Riverside)
- 『リッスン・トゥ・バリー・ハリス〜ソロ・ピアノ』 - Listen to Barry Harris (1960年、Riverside)
- 『プレミナード』 - Preminado (1960-1961年、Riverside)
- 『ニューワー・ザン・ニュー』 - Newer Than New (1961年、Riverside)
- 『チェイシン・ザ・バード』 - Chasin' the Bird (1962年、Riverside)
- 『ルミネセンス』 - Luminescence! (1967年、Prestige)
- Bull's Eye! (1968年、Prestige)
- 『マグニフィセント!』 - Magnificent! (1969年、Prestige)
- 『有為転変』 - Vicissitudes (1972年、MPS)
- 『プレイズ・タッド・ダメロン』 - Barry Harris Plays Tadd Dameron (1975年、Xanadu)
- 『ライヴ・イン・トーキョー』 - Live in Tokyo (1976年、Xanadu)
- 『プレイズ・バリー・ハリス』 - Barry Harris Plays Barry Harris (1978年、Xanadu)
- 『ザ・バード・オブ・レッド・アンド・ゴールド』 - The Bird of Red and Gold (1979年、Xanadu)
- 『トーキョー:1976』 - Tokyo: 1976 (1980年、Xanadu)
- For the Moment (1984年、Uptown)
- 『パーカーズ・ムード』 - Live at Maybeck Recital Hall, Volume Twelve (1990年、Concord)
- 『コンファーメイション』 - Confirmation (1991年、Candid) ※with ケニー・バロン
- 『イン・スペイン』 - Barry Harris in Spain (1991年、Nuba)
- 『ライヴ・アット・ダグ』 - Live at "Dug" (1995年、Enja)
- 『ファースト・タイム・エヴァー』 - First Time Ever (1996年、Alfa Jazz)
- 『アイム・オールド・ファッションド』 - I'm Old Fashioned (1998年、Alfa Jazz)
- 『思い出のパリ』 - The Last Time I Saw Pari (2000年、Venus)
- Live in New York (2002年、Reservoir)
- Live from New York!, Vol. One (2004年、Lineage)
- 『LIVE IN RENNES』 - Live in Rennes (2009年、Plus Loin)

## TV出演
- 音遊人（みゅーじん）（テレビ東京）2004年9月17日